# Carlos Fenoll Felices
Carlos Fenoll Felices (Oriola, 7 d'agost de 1912 - Barcelona, 31 de desembre de 1972) va ser un poeta valencià que va formar grup poètic amb Miguel Hernández i Ramón Sijé, entre d'altres.

## Biografia
Carlos Fenoll va nàixer a Oriola, a la comarca valenciana del Baix Segura, l'any 1912. Era fill d'un forner, ocupació que també va treballar en la seua vida. Tercer de dotze germans, la mort prematura dels dos primers el va deixar com a primogènit, de manera que amb 12 anys ha de deixar l'escola per atendre les necessitats econòmiques familiars.
Això no obstant, el jove Fenoll llegia els grans poetes contemporanis i universals, i va començar a publicar les seues pròpies composicions a les publicacions locals, com El Pueblo de Orihuela o Renacer. Aquesta activitat el va posar en contacte amb altres poetes de la contornada: Ramón Sijé, Miguel Hernández, Jesús Poveda… El forn de Fenoll va acollir aquelles tertúlies i reunions literàries. Allà van posar en marxa revistes literàries com Destellos (1930) o Silbo (1936).
En novembre de l'any 1936, Fenoll s'allista voluntari en un batalló de milicies i marxa a Madrid, on exerceix de forner per a les tropes republicanes. La Guerra Civil i la postguerra, però, desfan el grup d'Oriola, alguns per mort (Miguel Hernández, Ramón Sijé, Gabriel Sijé), o d'altres per exili (Jesús Poveda, Manuel Molina). L'any 1947 és el mateix Carlos Fenoll qui emigra a Barcelona amb la seua família.
En Catalunya, pràcticament abandona la tasca poètica, en part a causa de les depressions causades pels sotracs patits a la guerra i el record de les amistats desaparegudes.

## Estil literari
La poesia de Carlos Fenoll ha tingut una evolució al llarg de la seua trajectòria vital. De formació autodidacta, els seus primers versos parlen del paisatges, els costums i la figura de la dona. A partir de l'any 1936, amb Silbo, gira cap un enfocament més madur i crític. Les seues composicions més tardanes mantindran estils i temes, però amb un progressiu negativisme en les formes, sobretot a partir de la mort de Miguel Hernández, on la seua lírica esdevé més trista i transcendental.
La seua obra es troba dispersa per nombroses publicacions d'Oriola, Alacant o Elx. En vida no va publicar cap llibre. L'any 1978, l'Institut d'Estudis Alacantins publicà l'antologia Canto encadenado.